# Antigenes funebris
Antigenes funebris är en skalbaggsart som beskrevs av Francis Polkinghorne Pascoe 1888. Antigenes funebris ingår i släktet Antigenes och familjen långhorningar.
Artens utbredningsområde är Madagaskar. Inga underarter finns listade i Catalogue of Life.